# Pastillodes areolatus
Pastillodes areolatus is een keversoort uit de familie Cybocephalidae. De wetenschappelijke naam van de soort is voor het eerst geldig gepubliceerd in 1940 door Normand.